# Saucerottia hoffmanni
A Saucerottia hoffmanni a madarak osztályának sarlósfecske-alakúak (Apodiformes) rendjébe és a kolibrifélék (Trochilidae) családjába tartozó faj.

## Rendszerezése
A fajt Jean Cabanis és Ferdinand Heine írták le 1860-ban, a Hemithylaca nembe Hemithylaca Hoffmanni néven. Sorolták a Amazilia nembe Amazilia hoffmanni néven és alfajként Amazilia saucerottei hoffmanni néven is.

## Előfordulása
Costa Rica és Nicaragua területén honos.

## Természetvédelmi helyzete
Az elterjedési területe nagy, egyedszáma pedig ismeretlen. A Természetvédelmi Világszövetség Vörös listáján nem  szerepel.